# Gębice (powiat zielonogórski)
Gębice – wieś w Polsce położona w województwie lubuskim, w powiecie zielonogórskim, w gminie Trzebiechów.
W latach 1975–1998 miejscowość należała administracyjnie do województwa zielonogórskiego.